# Pérola d'Oeste
Pérola d'Oeste è un comune del Brasile nello Stato del Paraná, parte della mesoregione del Sudoeste Paranaense e della microregione di Capanema.